# Джафар, Ибрагим Мохаммад
Хаджи Ибрагим бин Мохаммад Джафар (англ. Haji Awang Ibrahim Bin Mohammad Jaafar; 27 сентября 1902, Королевская колония Лабуан, Британская империя — 19 февраля 1971, Бандар-Сери-Бегаван, Бруней) — брунейский государственный деятель и поэт, главный министр Брунея (1959—1961).

## Биография
Начальное образование получил в Лабуане. В январе 1918 продолжил обучение в Сингапуре.
Работал в торговле, костюмером, клерком в финансовом управлении и в таможенном департаменте. Продолжая учебу, работал в Сингапурском аудиторском бюро. Вернулся в Бруней в декабре 1918 г. Работал клерком в земельном отделе. В марте 1922 г. возглавил делегацию Брунея на конференции Малого Борнео, проходившей в Сингапуре.
В ноябре 1928 года он был назначен административным сотрудником в аппарате британского резидента в Брунее. В марте 1930 г. был назначен помощником сборщика земельных налогов. В июне 1932 г. — магистратом второго уровня в районе Бруней Муара, и вскоре после этого он стал секретарем окружной администрации Брунея Муары. С 1936 по 1945 г. — секретарь британского резидента в Брунее.
С началом японской оккупации Брунея в 1941 г. был назначен государственным секретарем по связям между местными жителями и японской администрацией. Ему было приказано уничтожить все документы, хранящиеся в резиденции, в том числе в книгах о правах на землю. Несмотря на это распоряжение, ему удалось сохранить все документы. Его работа получилпя высокую оценку представителей британского военного командования.
При этом японская администрация также высоко оценила его потенциал как национального лидера и он занял особое место в японской администрации. Он считал, что только японцы могут помочь Брунею восстановить независимость. После высадки союзных войск он включился в переговоры по восстановлению прежней администрации.
После вступления на престол султана Омара Али Сайфуддина III он был назначен его личным секретарем и в 1951 г. ему было присвоено звание «Pehin Dato Perdana Menteri», то есть фактически главы исполнительной власти. В 1953 г. сопровождал султана во время его участия в коронации Елизаветы II.
В качестве личного секретаря султана участвовал в разработке пятилетнего национального плана развития и в разработке Конституции (1959). С ее принятием вступил в должность главного министра Брунея. Занимал этот пот до 1961 г.
Также входил в состав Королевского совета. В 1957 г. возглавил делегацию для участия в Конференции ЭСКАТО, которая проходила в Бангкоке.
С июня 1963 г. до роспуска в январе 1965 г. являлся спикером Законодательного совета. Когда после этого был созван Законодательный совет, он вновь был назначен спикером.

## Увлечения
Активно занимался спортом: играл за футбольную команду, занимался гольфом. Он также был любителем музыки и сам играл на музыкальных инструментах.